# Lista das pessoas mais baixas do mundo
Esta é a lista das pessoas mais baixas em sua ocupação ou categoria no mundo e no mundo em geral durante sua vida. Pessoas acima de 165 cm  (5,41 ft) não são listadas.

## Homens mais baixos
Falecido       Vivo       Disputado
| Nacionalidade | Altura   | Nome                  | Notas | Tempo de vida |
| ------------- | -------- | --------------------- | --- | ------------- |
| Nepal         | 54,6 cm  | Chandra Bahadur Dangi | Pessoa mais baixa de todos os tempos, com uma altura de 54,6 cm (21,5 in) verificada pelo Guinness World Records.                                                                                 | 1939–2015     |
| Índia         | 57,1 cm  | Gul Mohammed          | Detinha o título de pessoa mais baixa já verificada, até a oficialização do recorde de Chandra, medindo 57 cm (1 ft 10⅖ in), segundo o Guinness World Records.                                    | 1957–1997     |
| Filipinas     | 59,93 cm | Junrey Balawing       | Homem vivo mais baixo do mundo, medindo 23,59 in (59,93 cm), certificado pelo Guinness World Records em 12 de junho de 2011.                                                                      | 1993–2020     |
| Jordânia      | 65 cm    | Younis Edwan          | Reivindica o título de homem mais baixo, com uma altura de 26 in (65 cm), porém não verificada pelo Guinness World Records.                                                                       | 1971–         |
| Hungria       | 65 cm    | István Tóth           | Reivindicava o título de homem mais baixo, com uma altura de 26 in (65 cm), entretanto, a verificação do Guinness World Records precisa ser conferida. István morreu em maio de 2011 aos 48 anos. | 1963–2011     |
| Nepal         | 67,08 cm | Khagendra Thapa Magar | Ex-homem mais baixo do mundo, recorde que teve até 2011, medindo 2 ft 2⅓ in (67,08 cm), de acordo com o Guinness World Records.                                                                   | 1992–2020     |
| Taiwan        | 67,5 cm  | Lin Yü-chih           | Ex-homem mais baixo no mundo, recorde que teve até 2009. | 1972–         |
| Colômbia      | 70,21 cm | Edward Niño Hernández | Assumiu o recorde após a morte de He Pingping em março de 2010, com 27,64 in (70,21 cm), porém perdeu o título em outubro de 2010 para Magar.                                                     | 1986–         |
| China         | 74,61 cm | He Pingping           | Certificado como o homem mais baixo do mundo (capaz de andar), com 74,61 cm (2 ft 5,37 in), até sua morte em março de 2010.                                                                       | 1988–2010     |

## Mulheres mais baixas
Falecida       Viva
| Nacionalidade  | Altura  | Nome             | Notas | Tempo de vida |
| -------------- | ------- | ---------------- | --- | ------------- |
| Países Baixos  | 61 cm   | Pauline Musters  | Com 24 in (61 cm) de altura, é reconhecida pelo Guinness Book of Records como a mulher mais baixa que já existiu.                                                                                               | 1876–1895     |
| Índia          | 62,8 cm | Jyoti Amge       | Com 62,8 cm de altura, é a mulher mais baixa do mundo viva, certificada pelo Guiness World Records. | 1993–         |
| África do Sul  | 65 cm   | Madge Bester     | Medida em 1998 com 65 cm de altura. | 1963–2018     |
| México         | 67 cm   | Lucía Zárate     | Reivindicadora do recorde de menor mulher e o exemplar estudado mais recentemente de nanismo primordial osteocondrodisplástico microcefálico tipo II. Ainda em análise.                                         | 1864–1890     |
| Estados Unidos | 69 cm   | Bridgette Jordan | Ex-menor mulher viva, segundo o Guinness World Records; ela e seu irmão Brad, de 96,5 cm, são um dos irmãos mais baixos, segundo o Guinness World Records. Perdeu o título em 16 de dezembro de 2011 para Amge. | 1989-         |
| Turquia        | 72,6 cm | Hatice Kocaman   | Ex-menor mulher do mundo capaz de andar, segundo o Guinness World Records. | 1989–         |

## Outras categorias
Falecido       Vivo
| Nacionalidade  | Altura | Nome        | Categoria | Notas                                                      | Tempo de vida |
| -------------- | ------ | ----------- | --------- | ---------------------------------------------------------- | ------------- |
| Estados Unidos | 24 cm  | Nisa Juarez | Bebê      | Nasceu 108 dias prematura e pesava apenas 320 g (11,3 oz). | 2002 –        |

## Mais baixos por ocupação

### Atores
Falecido       Vivo
| Nacionalidade        | Altura | Nome                      | Notas | Tempo de vida |
| -------------------- | ------ | ------------------------- | --- | ------------- |
| República Dominicana | 71 cm  | Nelson de la Rosa         | Outrora reconhecido como o "ator mais baixo do mundo" por um pequeno papel no filme de 1996, A ilha do Dr. Moreau. | 1968–2006     |
| Índia                | 76 cm  | Ajaykumar                 | Comediante malaialo, que consta no Guinness Book of Records como o menor ator (2 ft 6in ou 76 cm) a interpretar um personagem principal em um filme de longa-metragem. Interpretou o papel principal em Athbhutha Dweepu, um filme malaialo dirigido por Vinayan. | 1974–         |
| Estados Unidos       | 79 cm  | Tamara De Treaux          | Menor atriz, famosa por E.T. the Extra-Terrestrial e como uma inspiração para o romance Maybe the Moon. | 1959–1990     |
| Estados Unidos       | 81 cm  | Verne Troyer              | Ator e dublê, conhecido por interpretar Mini-Me nas séries Austin Powers e Grampo em Harry Potter e a Pedra Filosofal. Tem 2 ft 8in (81 cm) de altura. | 1969–2018     |
| Filipinas            | 83 cm  | Weng Weng                 | Ator e artista marcial, o ator mais baixo a ter papéis principais. | 1957–1992     |
| Estados Unidos       | 102 cm | Charles Sherwood Stratton | Excursionou como General Tom Thumb pelo mundo com o circo de P. T. Barnum. | 1838–1883     |
| Estados Unidos       | 107 cm | Meinhardt Raabe           | Atuou em O Mágico de Oz. Meinhardt tinha 107 cm (42 in) de altura. | 1915–2010     |
| Estados Unidos       | 117 cm | Michael Dunn              | É tido como o único ator "anão" a ser candidato ao Óscar de melhor ator secundário. | 1934–1973     |

### Artistas e escritores
Falecido       Vivo
| Nacionalidade | Altura | Nome           | Notas                                                   | Tempo de vida |
| ------------- | ------ | -------------- | ------------------------------------------------------- | ------------- |
| Inglaterra    | 137 cm | Alexander Pope | Poeta inglês, nunca cresceu mais de 4 ft 6 in (137 cm). | 1688–1744     |

### Atletas
Falecido       Vivo
| Nacionalidade  | Altura | Nome               | Esporte           | Notas | Tempo de vida       |
| -------------- | ------ | ------------------ | ----------------- | --- | ------------------- |
| Índia          | 84 cm  | Aditya "Romeo" Dev | Fisiculturismo    | "Menor Fisiculturista do Mundo", com 2 ft 9 in.                                                                                | 1988–2012           |
| Canadá         | 106 cm | Henry Franklyn     | Hóquei no gelo    | Um goleiro de 3 ft 6 in (106 cm) de altura, possivelmente a pessoa importante de menor estatura da história do hóquei no gelo. | Final do século XIX |
| Estados Unidos | 109 cm | Eddie Gaedel       | Basebol           | Menor jogador de baseball a jogar na Major League Baseball. No entanto, suas aparições não passaram de um golpe publicitário.  | 1925–1961           |
| Canadá         | 130 cm | Lionel Giroux      | Wrestling         | Conhecido como "Pequeno Castor", é o menor wrestler profissional na WWE com 4 ft 4 in (130 cm).                                | 1935–1995           |
| Estados Unidos | 132 cm | Dylan Postl        | Wrestling         | Menor wrestler profissional do mundo vivo.                                                                                     | 1963–               |
| Brasil         | 147 cm | Bimbinha           | Futebol           | Ex-futebolista brasileiro, conhecido por ser o menor futebolista da história                                                   | 1956–2020           |
| Estados Unidos | 149 cm | Julie Krone        | Corrida de cavalo | Menor jóquei estadunidense, com 4 ft 10,5 in (149 cm).                                                                         | 1963–               |
| Reino Unido    | 157 cm | Frederick Walden   | Futebol           | Menor futebolista na história da Seleção Inglesa de Futebol, com 5 ft 2 in (157 cm).                                           | 1888–1949           |
| Estados Unidos | 157 cm | Shannon Bobbitt    | Basquetebol       | Menor jogadora na Women's National Basketball Association.                                                                     | 1985–               |
| Estados Unidos | 160 cm | Muggsy Bogues      | Basquetebol       | Menor jogador, com 5 ft 3 in, a jogar na National Basketball Association.                                                      | 1965–               |
| Canadá         | 160 cm | Roy Worters        | Hóquei no gelo    | Menor jogador a participar da National Hockey League, sendo introduzido no Hockey Hall of Fame em 1969.                        | 1900–1957           |
| Estados Unidos | 165 cm | Earl Boykins       | Basquetebol       | Menor jogador de basquete ativo atualmente na National Basketball Association.                                                 | 1976–               |
| Estados Unidos | 165 cm | Trindon Holliday   | Futebol americano | Menor jogador ativo, com 5 ft 5in na National Football League.                                                                 | 1986–               |

### Políticos
Falecido       Vivo
| Nacionalidade   | Altura | Nome                        | Notas | Tempo de vida |
| --------------- | ------ | --------------------------- | --- | ------------- |
| México          | 137 cm | Benito Juárez               | Relatado como o menor líder do mundo a ter a altura registrada. Media 4 ft 6 in ou 1,37 metros.                  | 1806–1872     |
| Itália          | 143 cm | Renato Brunetta             | Ex-ministro italiano.                                                                                            | 1950-         |
| Estados Unidos  | 147 cm | Robert Reich                | Secretário do Trabalho no primeiro gabinete de Bill Clinton, antes e depois, um professor de políticas públicas. | 1946–         |
| Filipinas       | 150 cm | Gloria Macapagal-Arroyo     | 14a Presidente da República das Filipinas, com uma altura relatada de 4'11".                                     | 1947–         |
| Itália          | 153 cm | Vítor Emanuel III da Itália | Rei da Itália de 1900 a 1946, tinha 1,53 m de altura.                                                            | 1869–1947     |
| Austrália       | 158 cm | Daniel Deniehy              | Político australiano do século XIX, media cerca de 5 ft 2 in.                                                    | 1828–1865     |
| Rússia          | 162 cm | Dmitry Medvedev             | político russo, tem 5 ft 3,78 in (1,62 m) de altura.                                                             | 1965–         |
| Estados Unidos  | 163 cm | James Madison               | Menor presidente dos Estados Unidos, com 5 ft 4 in (1,63 m).                                                     | 1751–1836     |
| União Soviética | 163 cm | Joseph Stalin               | Secretário-geral do Partido Comunista da União Soviética de 1922 a 1953; tinha 5 ft 4 in (1,63 m) de altura.     | 1878–1953     |
| Japão           | 165 cm | Imperador Akihito           | Ex- Imperador do Japão, Akihito mede 5 ft 5 in (1,65 m).                                                         | 1933–         |
| França          | 165 cm | Nicolas Sarkozy             | Antigo presidente da França. Conhecido por usar sapatos com saltos particularmente altos.                        | 1955–         |